# Synallaxe à poitrine rayée
Siptornopsis hypochondriaca
Genre
Espèce
Statut de conservation UICN

 NT B1ab(iii,v) : Quasi menacé
Le Synallaxe à poitrine rayée (Siptornopsis hypochondriaca) est une espèce de passereaux de la famille des Furnariidae, seule représentante du genre Siptornopsis.
Il est endémique au Pérou.
Son habitat est la végétation arbustive de type méditerranéen. Il est menacé par la perte de son habitat.